# Japán iskolai egyenruha
A japán iskolai egyenruhát az európai haditengerészeti egyenruháról mintázták és a 19. században használták először Japánban. Mára az egyenruhák a legtöbb japán iskolában jelen vannak.

## Története
Egy tisztviselő a Tombow cégtől azt nyilatkozta hogy régi királyi családok sarjainak viseletéről vették át a Japánok a tengerész egyenruha motívumát az iskolai egyenruhához. A tengerészeti ruha helyett minden bizonnyal aranyos nyugati stílusú ruhát láttak benne. Japánban a tengerész egyenruhát a lányok használták, mert könnyű volt a varrása. Az egyenruha oldalai hasonlóságot mutattak a már meglévő japán ruhakészítési stílussal és a gallérnak egyenes vonalai voltak. Egészen az 1950-es évekig sok háztartástan órán a ruha varrását adták feladatként. A lányok közösségeik gyermekei számára varrtak egyenruhákat.
Az 1980-as években a szukeban bandák elkezdték átalakítani az egyenruhákat, úgy hogy megnövelték a szoknyák hosszát, a felső részt pedig rövidebbre vették, ezért az iskolák blézeres viseletre váltottak. 2012-re a japán alsó-középiskolák 50%-a, a felső-középiskoláknak pedig 20%-a használ tengerészeti egyenruhát.

## Használata
A japán alsó- és felső-középiskolás egyenruha hagyományosan katonai stílusú a fiúknak és tengerész-egyenruha a lányoknak. Ezek az öltözékek a Meidzsi-korszak hivatalos katonai ruháin alapulnak, míg maguk az európai stílusú haditengerészeti egyenruha mintájára készültek. A tengerészruhák helyettesítették a hakamát. Míg ez a fajta egyenruha használatban volt, sok iskola váltott olyan nyugati mintájú ruhára, amit az egyházi iskolákban használtak. Ezek az egyenruhák fiúknak fehér pólóból, nyakkendőből és nadrágból álltak, melynek színe gyakran nem egyezett meg a blézerével, amelyen az iskola címerét viselték. A lányoknak is címeres blézert kellett viselniük, viszont szoknyával és fehér blúzzal.

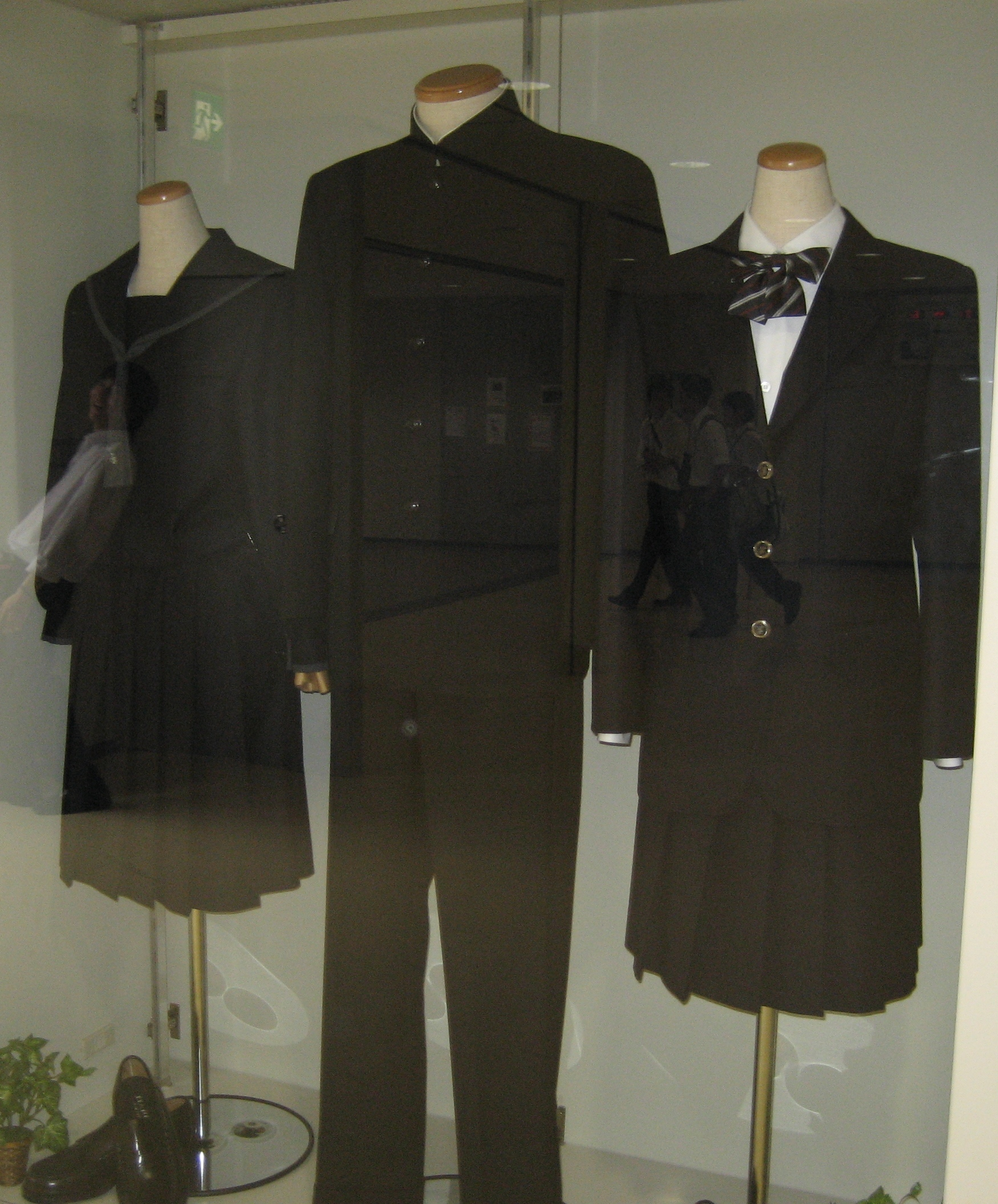
Az Ichikawa Gakuen iskola egyenruhái

Függetlenül attól, hogy melyik iskola milyen fajta egyenruhát használ, mindenhol megtalálható ezeknek a téli és nyári változata, továbbá sportegyenruhájuk is van, melyet gyakran az osztályteremben vesznek át, ha nincs az iskolának öltözője. Ennek eredményeképp néha az egyenruha alá veszik fel a sportöltözetet.

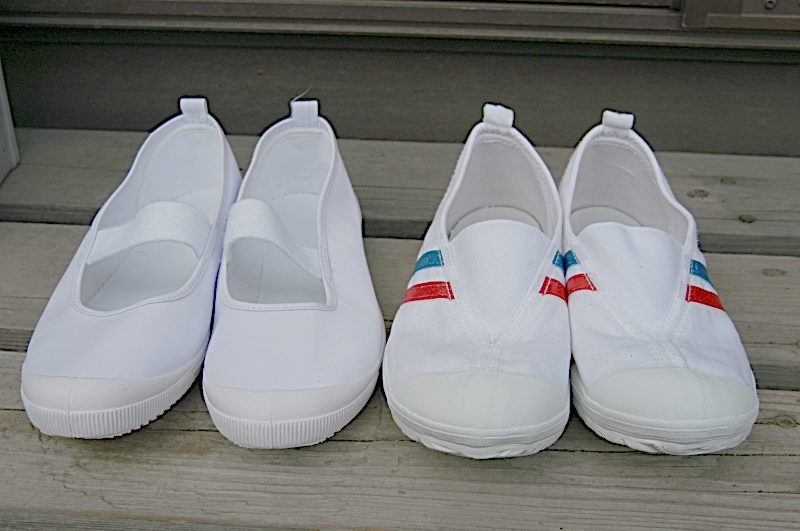
A diákoknak a tanteremben uwabakira kell cserélniük cipőjüket

Japánban megszokott, hogy az iskolán kívül is viselik az egyenruhát, azonban ez kezd kimenni a divatból, és sokan öltöznek át inkább a saját ruhájukba.

## Gakuran
A gakuran a francia hadsereg egyenruhájából ered. A kifejezés két szó kombinációjából jött létre. A gaku (学) jelentése tanulni vagy tanuló, a ran (蘭) ami pedig Hollandiát, vagy történelmileg japánban pedig általánosan nyugatot jelent így nyugati diák (egyenruhának) nevezik.
A gakurant (学ラン) vagy a cume erit (詰襟) a fiúk hordják, színe általánosan fekete, de néhány iskola használja a kéket, sötétkéket is. A felsőnek az állított gallérjától egészen az aljáig gombok vannak. A gombokat az iskola emblémájával díszítik hogy tiszteletet mutassanak az iskola felé. Az egyenes szabású nadrágot fekete vagy sötét színű övvel hordják és mokaszint vagy utcai cipőt vesznek fel hozzá. Néhány iskola kéri a diákjait hogy gallérjukon kitűzőt hordjanak ami mutatja az iskola vagy osztály rangot.
Hagyományosan a gakurant egy hozzá illő (általában fekete) diáksapkával hordták, bár ez a szokás ritkább napjainkban.
A fiúk gyakran adnak szerelmüknek egy gombot az egyenruhájukról ami egy vallomásnak felel meg. Ez mindig fentről a második gomb. Azért a második, mert ez van legközelebb a szívhez és azt mondják, hogy érzelmeket tartalmaz az iskolában eltöltött évekről. Ezt a gyakorlatban egy regény jelenete tette híressé, melyet Takeda Taidzsun írt.
Ilyen ruházatot Dél-Koreában és Kínában is viseltek a diákok.

## Sailor fuku
A Sailor fuku (セーラー服, szerafuku) jelentése szó szerint tengerészruha. Ezt a lányok hordják és első alkalommal 1921-ben a Fukuoka Dzso Gakuin Egyetem (福岡女学院) vezetője, Elizabeth Lee mutatta be.

## Kulturális jelentőség
A különböző iskolákat sajátos egyenruhájukról ismerik fel, továbbá a Sailor fuku, más iskolai egyenruhákhoz hasonlóan kétségkívül igen jelentős szerepet játszik a japán otaku kultúrában, ahogy ezt a hatalmas mennyiségben gyártott anime, manga és dódzsinsi mutatja, melyekben a szereplőket egyenruhában jelenítik meg. A pornóban is gyakran megjelenik, mint kedvelt fétiskellék.